# Robert Prosinečki
Robert Prosinečki (phát âm tiếng Serbia-Croatia: [rǒbert prosinětʃkiː]; sinh ngày 12 tháng 1 năm 1969) là một huấn luyện viên và cựu tiền vệ bóng đá người Croatia hiện đang dẫn dắt Đội tuyển bóng đá quốc gia Bosna và Hercegovina. Anh là một trong số ít cầu thủ đã chơi cho cả hai câu lạc bộ kình địch của Tây Ban Nha, Real Madrid và Barcelona.
Sau khi nghỉ thi đấu bóng đá, ông làm trợ lý huấn luyện viên của đội tuyển bóng đá quốc gia Croatia từ năm 2006 và 2010, trước khi được bổ nhiệm làm huấn luyện viên của Sao Đỏ Beograd vào tháng 12 năm 2010. Vào tháng 8 năm 2012, Prosinečki rời Sao Đỏ và tiếp quản câu lạc bộ Kayserispor của Thổ Nhĩ Kỳ hai tháng sau đó. Ông được bổ nhiệm làm huấn luyện viên của đội tuyển bóng đá quốc gia Azerbaijan vào tháng 12 năm 2014. Sau ba năm ở Azerbaijan, ông không gia hạn hợp đồng thêm hai năm nữa với Liên đoàn bóng đá Azerbaijan. Ngày 4 tháng 1 năm 2018, ông được bổ nhiệm làm huấn luyện viên trưởng đội tuyển bóng đá quốc gia Bosna và Hercegovina.

## Thống kê sự nghiệp

### Bàn thắng quốc tế
| #                         | Ngày                     | Địa điểm                                          | Đối thủ                  | Bàn thắng                | Kết quả                  | Giải đấu                 |
| Các bàn thắng cho Nam Tư  | Các bàn thắng cho Nam Tư | Các bàn thắng cho Nam Tư                          | Các bàn thắng cho Nam Tư | Các bàn thắng cho Nam Tư | Các bàn thắng cho Nam Tư | Các bàn thắng cho Nam Tư |
| ------------------------- | ------------------------ | ------------------------------------------------- | ------------------------ | ------------------------ | ------------------------ | ------------------------ |
| 1                         | 20 tháng 9 năm 1989      | Sân vận động Vojvodina, Novi Sad, Nam Tư          | Hy Lạp                   | 2–0                      | 3–0                      | Giao hữu                 |
| 2                         | 19 tháng 6 năm 1990      | Sân vận động Renato Dall'Ara, Bologna, Ý          | UAE                      | 4–1                      | 4–1                      | World Cup 1990           |
| 3                         | 12 tháng 9 năm 1990      | Windsor Park, Belfast, Bắc Ireland                | Bắc Ireland              | 2–0                      | 2–0                      | Vòng loại Euro 1992      |
| 4                         | 16 tháng 5 năm 1991      | Sân vận động Sao Đỏ, Beograd, Nam Tư              | Quần đảo Faroe           | 2–0                      | 7–0                      | Vòng loại Euro 1992      |
| Các bàn thắng cho Croatia |                          |                                                   |                          |                          |                          |                          |
| 1                         | 23 tháng 3 năm 1994      | Sân vận động Luís Casanova, Valencia, Tây Ban Nha | Tây Ban Nha              | 1–0                      | 2–0                      | Giao hữu                 |
| 2                         | 25 tháng 3 năm 1995      | Sân vận động Maksimir, Zagreb, Croatia            | Ukraina                  | 3–0                      | 4–0                      | Vòng loại Euro 1996      |
| 3                         | 26 tháng 4 năm 1995      | Sân vận động Maksimir, Zagreb, Croatia            | Slovenia                 | 1–0                      | 2–0                      | Vòng loại Euro 1996      |
| 4                         | 2 tháng 4 năm 1997       | Sân vận động Poljud, Split, Croatia               | Slovenia                 | 1–0                      | 3–3                      | Vòng loại World Cup 1998 |
| 5                         | 3 tháng 6 năm 1998       | Sân vận động Kantrida, Rijeka, Croatia            | Iran                     | 1–0                      | 2–0                      | Giao hữu                 |
| 6                         | 6 tháng 6 năm 1998       | Sân vận động Maksimir, Zagreb, Croatia            | Úc                       | 3–0                      | 7–0                      | Giao hữu                 |
| 7                         | 14 tháng 6 năm 1998      | Sân vận động Félix Bollaert, Lens, Pháp           | Jamaica                  | 2–0                      | 3–1                      | World Cup 1998           |
| 8                         | 11 tháng 7 năm 1998      | Sân vận động Công viên các Hoàng tử, Paris, Pháp  | Hà Lan                   | 1–0                      | 2–1                      | World Cup 1998           |
| 9                         | 5 tháng 9 năm 2001       | Sân vận động Olympic, Serravalle, San Marino      | San Marino               | 2–0                      | 4–0                      | Vòng loại World Cup 2002 |
| 10                        | 5 tháng 9 năm 2001       | Sân vận động Olympic, Serravalle, San Marino      | San Marino               | 4–0                      | 4–0                      | Vòng loại World Cup 2002 |